# Стадион Блејкс Естејт
Стадион Блејкс Естејт (енгл. Blakes Estate Stadium) је фудбалски стадион у Монсерату, у близини села Лук аут. Стадион има капацитет да прими 1.000 посетилаца. Дана 2. априла 2002, званично назван МФА Инк. Комплек је завршен коришћењем средстава ФИФА.

## Корисници
Стадион Блејкс Естејт има неколико корисника и многи тимови у шампионату Монсерата га користе за своје првенствене утакмице. Репрезентација Монтсерата такође игра своје међународне утакмице тамо, где тим никада није изгубио утакмицу до пораза у последњем тренутку од Салвадора у септембру 2018. Остали закупци су Идеал СЦ, Ројал Монтсерат Полис Форс.
Стадион је био домаћин преелиминационог кола квалификација за Куп Кариба 2014.